# Ardèche
A Ardecha é um departamento da França localizado na região Auvérnia-Ródano-Alpes. Sua capital é a cidade de Privas.	

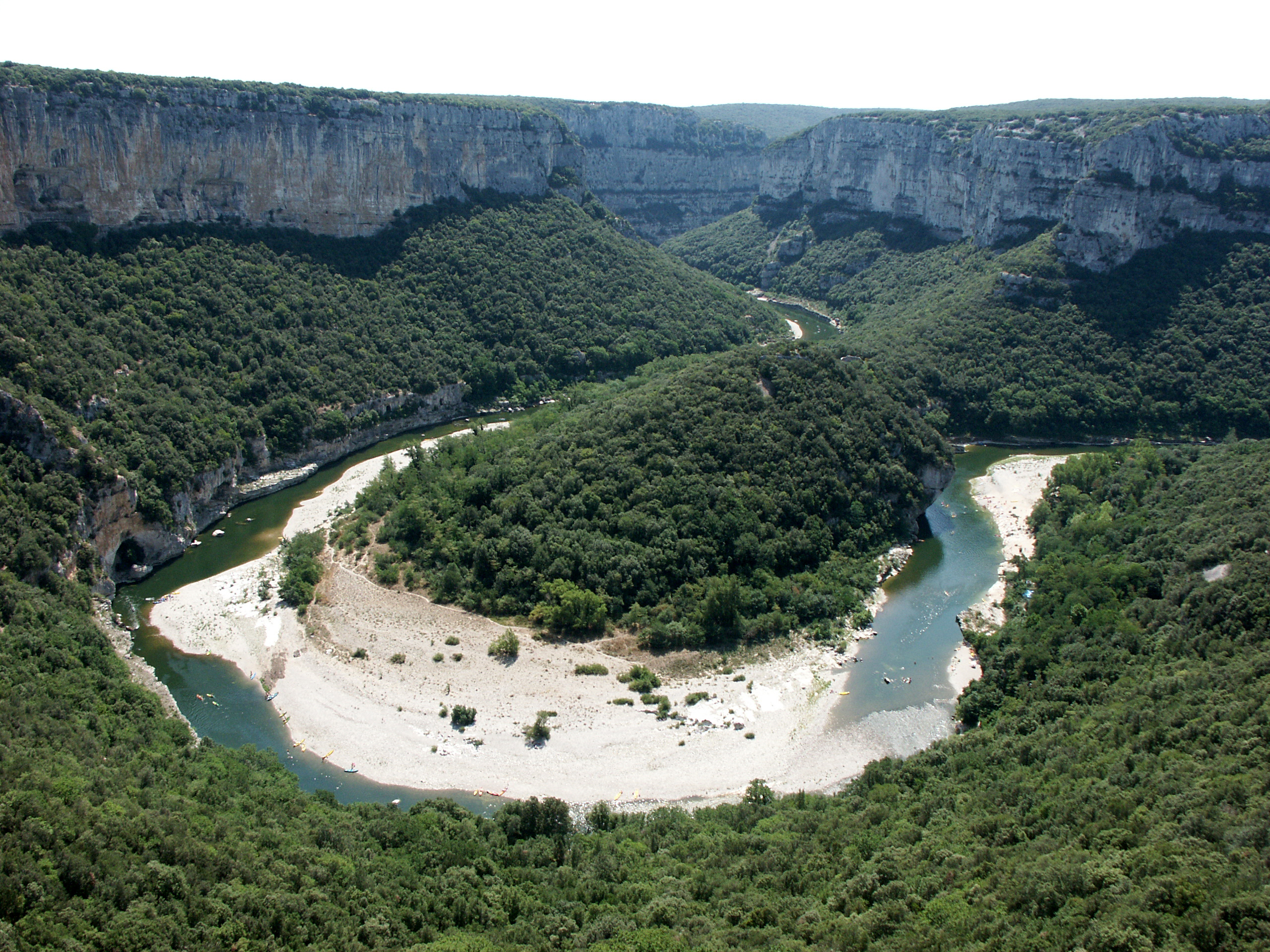
Le cirque de la Madeleine, Gorges de l'ardèche